# Historique du parcours européen du KRC Genk
 (mars 2025).
 (avril 2016).
Si vous disposez d'ouvrages ou d'articles de référence ou si vous connaissez des sites web de qualité traitant du thème abordé ici, merci de compléter l'article en donnant les références utiles à sa vérifiabilité et en les liant à la section « Notes et références ».
 (avril 2016).
Cet article présente les différentes campagnes européennes réalisées par le K. FC Winterslag depuis 1981 puis par le KRC Genk depuis 1997.
Depuis sa fondation en 1981, le KRC Genk a participé a plusieurs compétitions européennes :
- 6 fois à la Ligue des champions
  - 3 phases de poules (2002-2003, 2011-2012 et 2019-2020)
  - 3 tours préliminaires (1999-2000, 2007-2008 et 2021-2022)
- 1 fois à la Coupe d'Europe des vainqueurs de Coupe
  - 1 huitième de finale (1998-1999)
- 7 fois à la Ligue Europa
  - 1 quart de finale (2016-2017)
  - 3 seizièmes de finale (2012-2013, 2013-2014 et 2018-2019)
  - 1 phase de groupe (2021-2022)
  - 2 tours préliminaires (2009-2010 et 2010-2011)
- 3 fois à la Coupe UEFA
  - 1 huitième de finale (1981-1982)
  - 2 tours préliminaires (2000-2001 et 2005-2006)
- 2 fois à la Coupe Intertoto
  - 1 demi-finale (2004)
  - 1 phase de poules (1997)

## K. FC Winterslag
- Coupe UEFA 1981-1982

| Ordre | Date       | Tour   | Match                            | Score | Stade            |
| ----- | ---------- | ------ | -------------------------------- | ----- | ---------------- |
| 1     | 16/09/1981 | 1/32 A | Bryne FK - K. FC Winterslag      | 0-2   | Brynestadion     |
| 2     | 30/09/1981 | 1/32 R | K. FC Winterslag - Bryne FK      | 1-2   | Noordlaanstadion |
| 3     | 21/10/1981 | 1/16 A | K. FC Winterslag - Arsenal       | 1-0   | Noordlaanstadion |
| 4     | 03/11/1981 | 1/16 R | Arsenal - K. FC Winterslag       | 2-1   | Highbury         |
| 5     | 25/11/1981 | 1/8 A  | K. FC Winterslag - Dundee United | 0-0   | Noordlaanstadion |
| 6     | 09/12/1981 | 1/8 R  | Dundee United - K. FC Winterslag | 5-0   | Tannadice Park   |

## K. RC Genk

### Coupe Intertoto 1997
| Ordre | Date          | Tour   | Match                         | Score | Stade            |
| ----- | ------------- | ------ | ----------------------------- | ----- | ---------------- |
| 7     | 21-22/06/1997 | Gp5-J1 | B36 Tórshavn - K. RC Genk     | 0-5   | Gundadalur       |
|       | 28-29/06/1997 | Gp5-J2 | K. RC Genk                    | bye   |                  |
| 8     | 05-06/07/1997 | Gp5-J3 | K. RC Genk - Stabæk           | 4-3   | Thyl Gheyselinck |
| 9     | 12-13/07/1997 | Gp5-J4 | FC Dynamo Moscou - K. RC Genk | 3-2   | Dynamo           |
| 10    | 19/07/1997    | Gp5-J5 | K. RC Genk - Panachaïki       | 4-2   | Thyl Gheyselinck |

Le K. RC Genk termine avec 9 points, soit 1 de moins que le Dynamo Moscou qui se qualifie.

### Coupe d'Europe des Vainqueurs de Coupe 1998-1999
Ce fut la dernière édition
| Ordre | Date       | Tour   | Match                         | Score | Stade            |
| ----- | ---------- | ------ | ----------------------------- | ----- | ---------------- |
| 11    | 13/08/1998 | TP A   | KS Apolonia Fier - K. RC Genk | 1-5   | à Tirana         |
| 12    | 27/08/1998 | TP R   | K. RC Genk - KS Apolonia Fier | 4-0   | Thyl Gheyselinck |
| 13    | 17/09/1998 | 1/16 A | MSV Duisbourg - K. RC Genk    | 1-1   | MSV-Arena        |
| 14    | 01/10/1998 | 1/16 R | K. RC Genk - MSV Duisbourg    | 5-0   | Roi Baudouin     |
| 15    | 22/10/1998 | 1/8 A  | K. RC Genk - Mallorca         | 1-1   | Roi Baudouin     |
| 16    | 05/11/1998 | 1/8 R  | Mallorca - K. RC Genk         | 0-0   | ONO estadi       |

### Ligue des champions 1999-2000
| Ordre | Date       | Tour  | Match                         | Score | Stade    |
| ----- | ---------- | ----- | ----------------------------- | ----- | -------- |
| 17    | 28/07/1999 | TP2 A | Maribor Teatanic - K. RC Genk | 5-1   |          |
| 18    | 04/08/1999 | TP2 R | K. RC Genk - Maribor Teatanic | 3-0   | Sclessin |

### Coupe UEFA 2000-2001
| Ordre | Date       | Tour | Match                         | Score | Stade        |
| ----- | ---------- | ---- | ----------------------------- | ----- | ------------ |
| 19    | 14/09/2000 | T1 A | FC Zürich - K. RC Genk        | 1-2   | Letzigrund   |
| 20    | 28/09/2000 | T1 R | K. RC Genk - FC Zürich        | 2-0   | Fénix        |
| 21    | 24/10/2000 | T2 A | SV Werder Bremen - K. RC Genk | 4-1   | Weserstadion |
| 22    | 09/11/2000 | T2 R | K. RC Genk - SV Werder Bremen | 2-5   | Fénix        |

### Ligue des champions 2002-2003
| Ordre | Date       | Tour   | Match                         | Score | Stade        |
| ----- | ---------- | ------ | ----------------------------- | ----- | ------------ |
| 23    | 13/08/2002 | TP3 A  | K. RC Genk - AC Sparta Prague | 2-0   | Fénix        |
| 24    | 27/08/2002 | TP3 R  | AC Sparta Prague - K. RC Genk | 4-2   | Letna        |
| 25    | 17/09/2002 | GpC-J1 | K. RC Genk - AEK Athènes      | 0-0   | Fénix        |
| 26    | 25/09/2002 | GpC-J2 | Real Madrid - K. RC Genk      | 6-0   | S. Bernabéu  |
| 27    | 02/10/2002 | GpC-J3 | K. RC Genk - AS Roma          | 0-1   | Fénix        |
| 28    | 29/10/2002 | GpC-J4 | AS Roma - K. RC Genk          | 0-0   | Olimpico     |
| 29    | 30/10/2002 | GpC-J5 | AEK Athènes - K. RC Genk      | 1-1   | S. olympique |
| 30    | 12/11/2002 | GpC-J6 | K. RC Genk - Real Madrid      | 1-1   | Fénix        |

### Coupe Intertoto 2004
| Ordre | Date       | Tour  | Match                          | Score | Stade            |
| ----- | ---------- | ----- | ------------------------------ | ----- | ---------------- |
| 31    | 00/00/2004 | T2 A  | K. RC Genk - Marek Dupnitsa    | 2-1   | Fénix            |
| 32    | 00/00/2004 | T2 R  | Marek Dupnitsa - K. RC Genk    | 0-3   |                  |
| 33    | 00/00/2004 | T3 A  | K. RC Genk - Borussia Dortmund | 0-1   | Fénix            |
| 34    | 00/00/2004 | T3 R  | Borussia Dortmund - K. RC Genk | 1-2   | Westfalen        |
| 35    | 00/00/2004 | 1/2 A | K. RC Genk - UD Leiria         | 0-0   | Fénix            |
| 36    | 00/00/2004 | 1/2 R | UD Leiria - K. RC Genk         | 2-0   | Dr. Magalhães P. |

### Coupe UEFA 2005-2006
| Ordre | Date       | Tour  | Match                          | Score | Stade   |
| ----- | ---------- | ----- | ------------------------------ | ----- | ------- |
| 37    | 11/08/2005 | TP2 A | Metalurgs Liepaja - K. RC Genk | 2-3   | Daugava |
| 38    | 25/08/2005 | TP2 R | K. RC Genk - Metalurgs Liepaja | 3-0   | Fénix   |
| 39    | 15/09/2005 | T1 A  | PFC Litex Lovetch - K. RC Genk | 2-2   | Lovetch |
| 40    | 29/09/2005 | T1 R  | K. RC Genk - PFC Litex Lovetch | 0-1   | Fénix   |

### Ligue des champions 2007-2008
| Ordre | Date       | Tour  | Match                    | Score | Stade            |
| ----- | ---------- | ----- | ------------------------ | ----- | ---------------- |
| 41    | 31/07/2007 | TP2 A | K. RC Genk - FK Sarajevo | 1-2   | Cristal Arena    |
| 42    | 08/08/2007 | TP2 R | FK Sarajevo - K. RC Genk | 0-1   | A. Ferhatović H. |

### Ligue Europa 2009-2010
| Ordre | Date       | Tour  | Match                  | Score | Arbitre   | Stade                   |
| ----- | ---------- | ----- | ---------------------- | ----- | --------- | ----------------------- |
| 43    | 20/08/2009 | TP4 A | K. RC Genk - Lille OSC | 1-2   | A. Genov  | Cristal Arena           |
| 44    | 27/08/2009 | TP4 R | Lille OSC - K. RC Genk | 4-2   | G. Rocchi | Stadium Lille Métropole |

### Ligue Europa 2010-2011
| Ordre | Date       | Tour  | Match                       | Score | Arbitre     | Stade         |
| ----- | ---------- | ----- | --------------------------- | ----- | ----------- | ------------- |
| 45    | 29/07/2010 | TP3 A | FC Inter Turku - K. RC Genk | 1-5   | R. Prihoda  | Veritas       |
| 46    | 05/08/2010 | TP3 R | K. RC Genk - FC Inter Turku | 3-2   | F. Aydınus  | Cristal Arena |
| 47    | 17/08/2010 | TP4 A | K. RC Genk - FC Porto       | 0-3   | L. Banti    | Cristal Arena |
| 48    | 24/08/2010 | TP4 R | FC Porto - K. RC Genk       | 4-2   | G. Daloukas | Dragão        |

### Ligue des champions 2011-2012
| Ordre | Date       | Tour   | Match                             | Score            | Arbitre        | Stade               |
| ----- | ---------- | ------ | --------------------------------- | ---------------- | -------------- | ------------------- |
| 49    | 26/07/2011 | TP3 A  | K. RC Genk - FK Partizan Belgrade | 2-1              | M. Koukoulákis | Cristal Arena       |
| 50    | 03/08/2011 | TP3 R  | FK Partizan Belgrade - K. RC Genk | 1-1              | M. De Sousa    | Stadion Partizana   |
| 51    | 17/08/2011 | TP4 A  | Maccabi Haïfa - K. RC Genk        | 2-1              | W. Stark       | Ramat Gan Stadium   |
| 52    | 23/08/2011 | TP4 R  | K. RC Genk - Maccabi Haïfa        | 2-1 4-1 (t.a.b.) | H. Webb        | Cristal Arena       |
| 53    | 13/09/2011 | GpE-J1 | K. RC Genk - Valence CF           | 0-0              | T. Einwaller   | Cristal Arena       |
| 54    | 28/09/2011 | GpE-J2 | Bayer Leverkusen - K. RC Genk     | 2-0              | A. Kelly       | BayArena            |
| 55    | 19/10/2011 | GpE-J3 | Chelsea FC - K. RC Genk           | 5-0              | A. Nikolaev    | Stamford Bridge     |
| 56    | 01/11/2011 | GpE-J4 | K. RC Genk - Chelsea FC           | 1-1              | S. Oddvar Moen | Cristal Arena       |
| 57    | 23/11/2011 | GpE-J5 | Valence CF - K. RC Genk           | 7-0              | T. Chapron     | Estadio de Mestalla |
| 58    | 06/12/2011 | GpE-J6 | K. RC Genk - Bayer Leverkusen     | 1-1              | P. Tagliavento | Cristal Arena       |

### Ligue Europa 2012-2013
| Ordre | Date       | Tour   | Match                          | Score | Arbitre        | Stade               |
| ----- | ---------- | ------ | ------------------------------ | ----- | -------------- | ------------------- |
| 59    | 02/08/2012 | TP3 A  | K. RC Genk - FK Aktobe         | 2-1   | T. Asumaa      | Cristal Arena       |
| 60    | 09/08/2012 | TP3 R  | FK Aktobe - K. RC Genk         | 1-2   | C. Zimmermann  | Tsentralniy         |
| 61    | 23/08/2012 | TP4 A  | FC Lucerne - K. RC Genk        | 2-1   | A. Damato      | Swissporarena       |
| 62    | 30/08/2012 | TP4 R  | K. RC Genk - FC Lucerne        | 2-0   | M. Dean        | Cristal Arena       |
| 63    | 20/09/2012 | GpG-J1 | K. RC Genk - Videoton FC       | 3-0   | L. Duhamel     | Cristal Arena       |
| 64    | 04/10/2012 | GpG-J2 | FC Bâle - K. RC Genk           | 2-2   | B. Yıldırım    | Parc Saint-Jacques  |
| 65    | 25/10/2012 | GpG-J3 | K. RC Genk - Sporting Portugal | 2-1   | S. Marciniak   | Cristal Arena       |
| 66    | 08/11/2012 | GpG-J4 | Sporting Portugal - K. RC Genk | 1-1   | S. Johannesson | José Alvalade       |
| 67    | 22/11/2012 | GpG-J5 | Videoton FC - K. RC Genk       | 0-1   | L. Liany       | Stade Sóstói        |
| 68    | 06/12/2012 | GpG-J6 | K. RC Genk - FC Bâle           | 0-0   | M. Clattenburg | Cristal Arena       |
| 69    | 14/02/2013 | 1/16 A | VfB Stuttgart - K. RC Genk     | 1-1   | M. De Sousa    | Mercedes-Benz Arena |
| 70    | 21/02/2013 | 1/16 R | K. RC Genk - VfB Stuttgart     | 0-2   | A. Yefet       | Cristal Arena       |

### Ligue Europa 2013-2014
| Ordre | Date       | Tour   | Match                          | Score | Arbitre         | Stade              |
| ----- | ---------- | ------ | ------------------------------ | ----- | --------------- | ------------------ |
| 71    | 22/08/2013 | TP4 A  | FH Hafnarfjörður - K. RC Genk  | 0-2   | P. Gil          | Kaplakrikavöllur   |
| 72    | 29/08/2013 | TP4 R  | K. RC Genk - FH Hafnarfjörður  | 5-2   | L. Trattou      | Cristal Arena      |
| 73    | 19/09/2013 | GpG-J1 | Dynamo Kiev - K. RC Genk       | 0-1   | T. Sidiropoulos | NSK Olimpiyskyi    |
| 74    | 03/10/2013 | GpG-J2 | K. RC Genk - FC Thoune         | 2-1   | B. Madden       | Cristal Arena      |
| 75    | 24/10/2013 | GpG-J3 | K. RC Genk - Rapid Vienne      | 1-1   | A. Gautier      | Cristal Arena      |
| 76    | 07/11/2013 | GpG-J4 | Rapid Vienne - K. RC Genk      | 2-2   | F. Aydınus      | Stade Ernst-Happel |
| 77    | 28/11/2013 | GpG-J5 | K. RC Genk - Dynamo Kiev       | 3-1   | D. Gomes        | Cristal Arena      |
| 78    | 12/12/2013 | GpG-J6 | FC Thoune - K. RC Genk         | 0-1   | A. Tudor        | Arena Thoune       |
| 79    | 20/02/2014 | 1/16 A | Anji Makhatchkala - K. RC Genk | 0-0   | A. Yefet        | Saturn Stadium     |
| 80    | 27/02/2014 | 1/16 R | K. RC Genk - Anji Makhatchkala | 0-2   | M. Grafe        | Cristal Arena      |

### Ligue Europa 2016-2017
| Ordre | Date       | Tour   | Match                               | Score       |
| ----- | ---------- | ------ | ----------------------------------- | ----------- |
| 81    | 14/07/2016 | TP2 A  | K. RC Genk - FK Budućnost Podgorica | 2-0         |
| 82    | 21/07/2016 | TP2 R  | FK Budućnost Podgorica - K. RC Genk | 2-0 2-4 tab |
| 83    | 28/07/2016 | TP3 A  | K. RC Genk - Cork City FC           | 1-0         |
| 84    | 04/08/2016 | TP3 R  | Cork City FC - K. RC Genk           | 1-2         |
| 85    | 18/08/2016 | TP4 A  | NK Lokomotiva Zagreb - K. RC Genk   | 2-2         |
| 86    | 25/08/2016 | TP4 R  | K. RC Genk - NK Lokomotiva Zagreb   | 2-0         |
| 87    | 15/09/2016 | GpF-J1 | Rapid Vienne - K. RC Genk           | 3-2         |
| 88    | 29/09/2016 | GpF-J2 | K. RC Genk - US Sassuolo            | 3-1         |
| 89    | 20/10/2016 | GpF-J3 | K. RC Genk - Athletic Bilbao        | 2-0         |
| 90    | 03/11/2016 | GpF-J4 | Athletic Bilbao - K. RC Genk        | 5-3         |
| 91    | 24/11/2016 | GpF-J5 | K. RC Genk - Rapid Vienne           | 1-0         |
| 92    | 08/12/2016 | GpF-J6 | US Sassuolo - K. RC Genk            | 0-2         |
| 93    | 16/02/2017 | 1/16 A | Astra Giurgiu - K. RC Genk          | 2-2         |
| 94    | 23/02/2017 | 1/16 R | K. RC Genk - Astra Giurgiu          | 1-0         |
| 95    | 09/03/2017 | 1/8 A  | KAA La Gantoise - K. RC Genk        | 2-5         |
| 96    | 16/03/2017 | 1/8 R  | K. RC Genk - KAA La Gantoise        | 1-1         |
| 97    | 13/04/2017 | 1/4 A  | Celta de Vigo - K. RC Genk          | 3-2         |
| 98    | 20/04/2017 | 1/4 R  | K. RC Genk - Celta de Vigo          | 1-1         |

### Ligue Europa 2018-2019
| Ordre | Date       | Tour   | Match                         | Score |
| ----- | ---------- | ------ | ----------------------------- | ----- |
| 99    | 26/07/2018 | TP2 A  | K. RC Genk - CS Fola Esch     | 5-0   |
| 100   | 01/08/2018 | TP2 R  | CS Fola Esch - K. RC Genk     | 1-4   |
| 101   | 09/08/2018 | TP3 A  | K. RC Genk - Lech Poznań      | 2-0   |
| 102   | 16/08/2018 | TP3 R  | Lech Poznań - K. RC Genk      | 1-2   |
| 103   | 23/08/2018 | TP4 A  | K. RC Genk - Brøndby IF       | 5-2   |
| 104   | 30/08/2018 | TP4 R  | Brøndby IF - K. RC Genk       | 2-4   |
| 105   | 20/09/2018 | GpI-J1 | K. RC Genk - Malmö FF         | 2-0   |
| 106   | 04/10/2018 | GpI-J2 | Sarpsborg 08 FF - K. RC Genk  | 3-1   |
| 107   | 25/10/2018 | GpI-J3 | Beşiktaş JK - K. RC Genk      | 2-4   |
| 108   | 08/11/2018 | GpI-J4 | K. RC Genk - Beşiktaş JK      | 1-1   |
| 109   | 29/11/2018 | GpI-J5 | Malmö FF - K. RC Genk         | 2-2   |
| 110   | 13/12/2018 | GpI-J6 | K. RC Genk - Sarpsborg 08 FF  | 4-0   |
| 111   | 14/02/2019 | 1/16 A | SK Slavia Prague - K. RC Genk | 0-0   |
| 112   | 21/02/2019 | 1/16 R | K. RC Genk - SK Slavia Prague | 1-4   |

### Ligue des champions 2019-2020
| Ordre | Date       | Tour   | Match                           | Score |
| ----- | ---------- | ------ | ------------------------------- | ----- |
| 113   | 17/09/2019 | GpE-J1 | Red Bull Salzbourg - K. RC Genk | 6-2   |
| 114   | 02/10/2019 | GpE-J2 | K. RC Genk - SSC Naples         | 0-0   |
| 115   | 23/10/2019 | GpE-J3 | K. RC Genk - Liverpool FC       | 1-4   |
| 116   | 05/11/2019 | GpE-J4 | Liverpool FC - K. RC Genk       | 2-1   |
| 117   | 27/11/2019 | GpE-J5 | K. RC Genk - Red Bull Salzbourg | 1-4   |
| 118   | 10/12/2019 | GpE-J6 | SSC Naples - K. RC Genk         | 4-0   |

### Ligue des champions 2021-2022
| Ordre | Date       | Tour  | Match                         | Score |
| ----- | ---------- | ----- | ----------------------------- | ----- |
| 119   | 03/08/2021 | TP3 A | K. RC Genk - Chakhtar Donetsk | 1-2   |
| 120   | 10/08/2021 | TP3 R | Chakhtar Donetsk - K. RC Genk | 2-1   |

### Ligue Europa 2021-2022
| Ordre | Date       | Tour   | Match                        | Score |
| ----- | ---------- | ------ | ---------------------------- | ----- |
| 121   | 16/09/2021 | GpH-J1 | Rapid Vienne - K. RC Genk    | 0-1   |
| 122   | 30/09/2021 | GpH-J2 | K. RC Genk - Dinamo Zagreb   | 0-3   |
| 123   | 21/10/2021 | GpH-J3 | West Ham United - K. RC Genk | 3-0   |
| 124   | 04/11/2021 | GpH-J4 | K. RC Genk - West Ham United | 2-2   |
| 125   | 25/11/2021 | GpH-J5 | Dinamo Zagreb - K. RC Genk   | 1-1   |
| 126   | 09/12/2021 | GpH-J6 | K. RC Genk - Rapid Vienne    | 0-1   |

### Ligue des champions 2023-2024
| Ordre | Date       | Tour  | Match                    | Score       |
| ----- | ---------- | ----- | ------------------------ | ----------- |
| 127   | 25/07/2023 | TP2 A | Servette FC - K. RC Genk | 1-1         |
| 128   | 02/08/2023 | TP2 R | K. RC Genk - Servette FC | 2-2 1-4 tab |

### Ligue Europa 2023-2024
| Ordre | Date       | Tour  | Match                   | Score |
| ----- | ---------- | ----- | ----------------------- | ----- |
| 129   | 10/08/2023 | TP3 A | Olympiakos - K. RC Genk | 1-0   |
| 130   | 17/08/2023 | TP3 R | K. RC Genk - Olympiakos | 1-1   |

### Ligue Europa Conférence 2023-2024
| Ordre | Date       | Tour   | Match                        | Score            |
| ----- | ---------- | ------ | ---------------------------- | ---------------- |
| 131   | 24/08/2023 | TP4 A  | K. RC Genk - Adana Demirspor | 2-1              |
| 132   | 31/08/2023 | TP4 R  | Adana Demirspor - K. RC Genk | 1-0 4-5 (t.a.b.) |
| 133   | 21/09/2023 | GpF-J1 | K. RC Genk - ACF Fiorentina  | 2-2              |
| 134   | 05/10/2023 | GpF-J2 | FK Čukarički - K. RC Genk    | 0-2              |
| 135   | 26/10/2023 | GpF-J3 | K. RC Genk - Ferencváros TC  | 0-0              |
| 136   | 09/11/2023 | GpF-J4 | Ferencváros TC - K. RC Genk  | 1-1              |
| 137   | 30/11/2023 | GpF-J5 | ACF Fiorentina - K. RC Genk  | 2-1              |
| 138   | 14/12/2023 | GpF-J6 | K. RC Genk - FK Čukarički    | 2-0              |

## Bilan
Le tableau ci-dessous comprend les 6 rencontres jouées sous le nom de K. FC Winterslag (même matricule).
|     | Epreuves                           | Part | Cups | Fin | J  | V  | N  | D  | bm | br | "PTS" | Prol | TaB |
| --- | ---------------------------------- | ---- | ---- | --- | -- | -- | -- | -- | -- | -- | ----- | ---- | --- |
| CE1 | CE des Clubs champions (56-91)     | 0    | 0    | 0   | 0  | 0  | 0  | 0  | 0  | 0  | 0     | 0    | 0   |
| CE1 | Ligue des champions de l'UEFA      | 3    | 0    | 0   | 12 | 3  | 4  | 5  | 12 | 20 | 13    | 0    | 0   |
| CE2 | CE des Vainqueurs de Coupe         | 1    | 0    | 0   | 6  | 3  | 3  | 0  | 16 | 3  | 12    | 0    | 0   |
| CE3 | Coupe des Villes de Foires (55-71) | 0    | 0    | 0   | 0  | 0  | 0  | 0  | 0  | 0  | 0     | 0    | 0   |
| CE3 | Coupe de l'UEFA (72-2009)          | 3    | 0    | 0   | 14 | 6  | 2  | 6  | 19 | 24 | 20    | 0    | 0   |
| CE3 | Ligue Europa                       | 3    | 0    | 0   | 18 | 8  | 4  | 6  | 30 | 27 | 28    | 0    | 0   |
| IC  | Coupe Intertoto                    | 2    | 0    | 0   | 10 | 6  | 1  | 3  | 22 | 12 | 19    | 0    | 0   |
|     | TOTAUX                             | 10   | 0    | 0   | 60 | 26 | 14 | 20 | 99 | 86 | 92    | 0    | 0   |

- Part= Nombre de participations.
- Cups= Trophées remportés.
- Fin= Nombre de finales jouées.
- J/V/N/D= matches joués, victoires, nuls, défaites.
- bm/br= Buts marqués - Buts reçus (hors Tirs au but)
- Pts= Points fictifs accumulés sur base de 3 pour une victoire et 1 pour un nul (si Tirs au but, points selon score après 120 minutes).
- Prol= nombre de fois qu'une rencontre eut une prolongation.
- TaB= nombre de fois que des "Tirs au but furent nécessaires.